# Lobkowicz

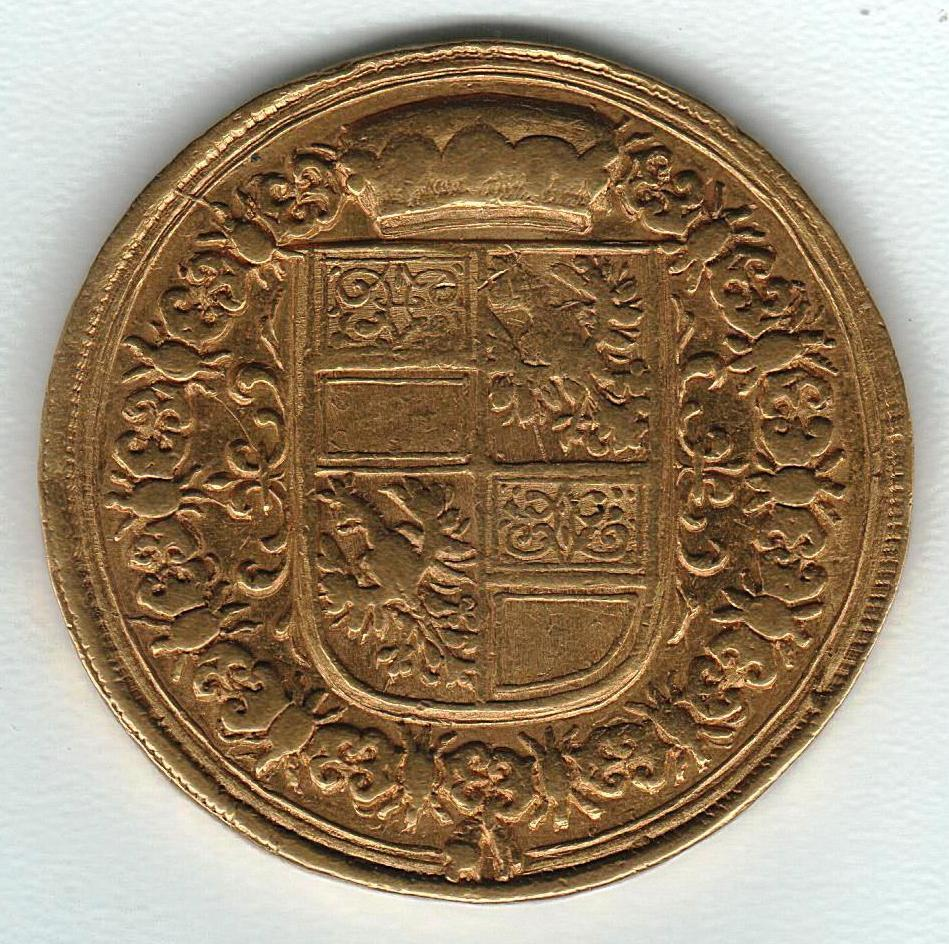
Stemma di Casa Lobkowicz su di una moneta

La Casata di Lobkowicz (Lobkovic in moderno ceco; Lobkowitz in tedesco) è una delle più antiche famiglie nobili della Boemia, databile a prima del XIV secolo.

## Storia

### Origini
I primi Lobkowiczs sono menzionati come membri della nobiltà del nord-est della Boemia. Mikuláš Chudý ("il Povero") z Újezda (poi z Lobkovic) fu un importante personaggio politico del XV secolo. Bohuslav Hasištejnský z Lobkovic fu un poeta. Suo fratello Jan Hasištejnský z Lobkovic fu un diplomatico ed uno dei più illustri pellegrini della Terra santa.

### Principi

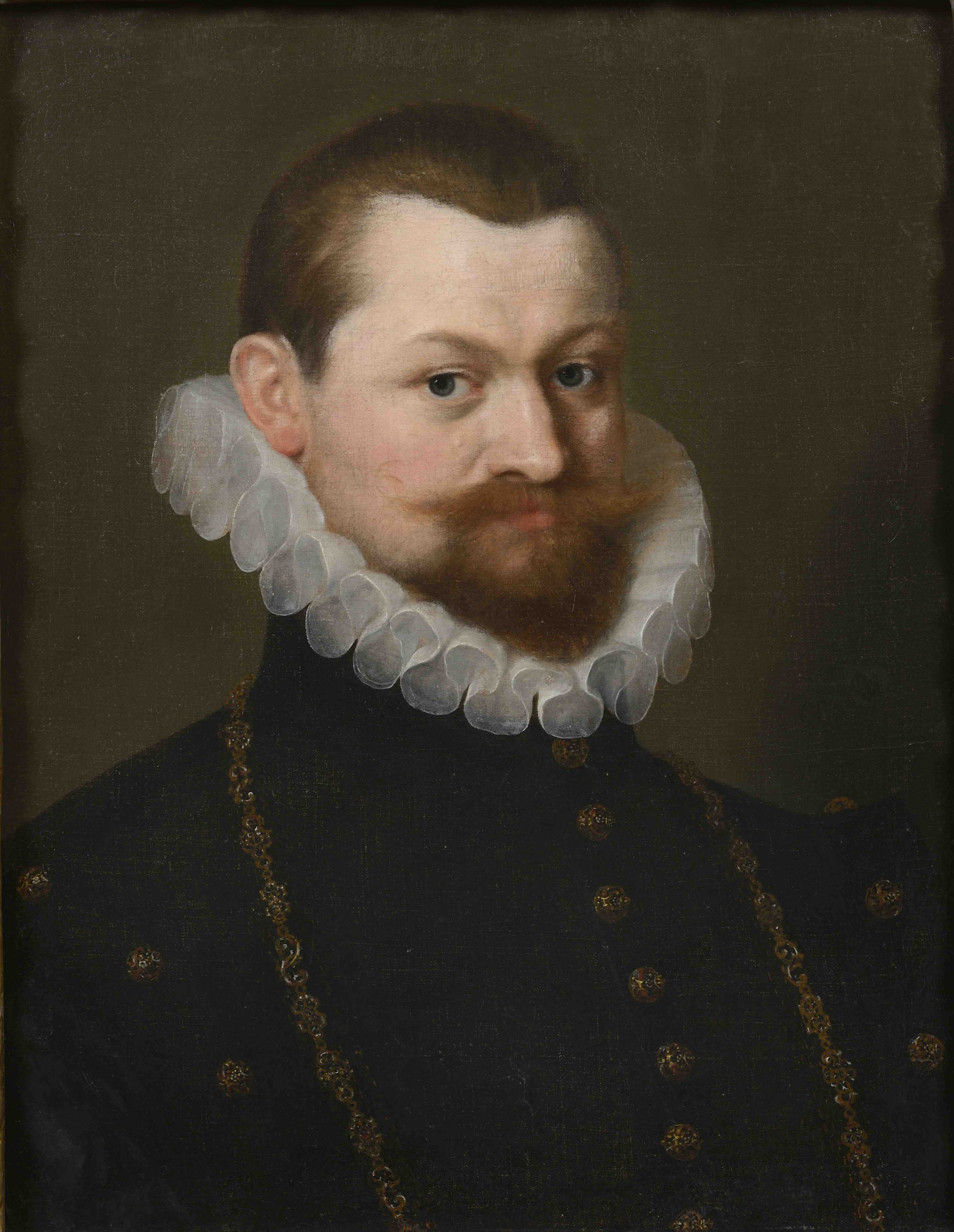
Zdeněk Vojtěch Popel z Lobkovic (1568–1628), primo principe Lobkowicz

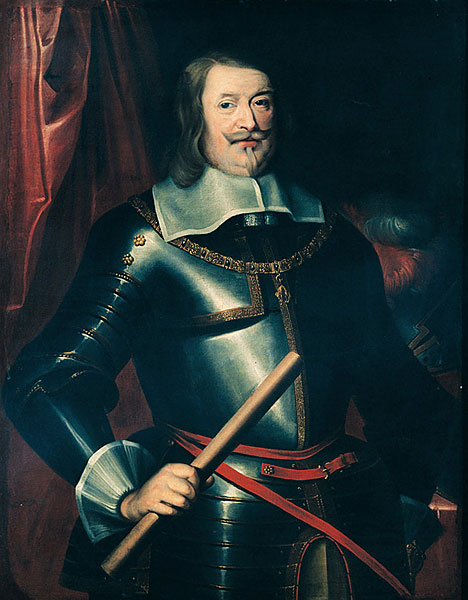
Václav Eusebius František, secondo principe Lobkowicz (1609–1677)

Zdeněk Vojtěch Popel z Lobkowic fu il capo del partito clericale del XVIII secolo in Boemia e ricevette per questo lo status di Principe dell'Impero per merito dell'Imperatore negli anni '20 del XVII secolo. Jiří Kristián z Lobkowicz fu presidente del parlamento boemo nell'ultima parte del XIX secolo.

### XX secolo
Con il crollo dell'Impero Austriaco la famiglia perse i propri titoli e i propri possedimenti, ma continuò a persistere genealogicamente, aiutata da questo nel fatto che nel corso dei secoli la casata si è diramata in molti rami collaterali.
Storicamente, il membro più famoso della famiglia Lobkowicz fu probabilmente  Joseph Franz Maximilian von Lobkowicz (1772-1816), patrono di Beethoven. Il compositore di Bonn gli dedicò alcuni tra i suoi più importanti lavoro, inclusa la 3ª, la 5ª e la 6ª sinfonia e il quartetto d'archi dell'Opera 18.
La famiglia, nel corso della sua storia, fu molto legata alla propria terra ed alla nobiltà locale, contraendo più volte matrimoni con la prestigiosa casata boema degli Schwarzenberg.

### Epoca recente
Nel 1996 con la creazione della diocesi di Ostrava-Opava venne nominato come primo vescovo Frantisek Vaclav Lobkowicz (1948-2022), già vescovo dal 1990.

## Linea dei Lobkowitz Signori di Hassenstein
- Nikolaus II Ottenne le signorie di Preßnitz (Přísečnice) e Brunnersdorf Prunéřov nel 1446. Successivamente acquisì il dominio su Eidlitz (Údlice), Kaaden (Kadaň) e Komotau (Chomutov). Nel 1462 sposò Žofie von Žerotín († 1459), dalla quale ebbe quattro figli.
- Nikolaus III
- Johann
- Bohuslaus (1461–1510), fu un umanista e scrittore.
- Bohuslav Felix von Lobkowitz und Hassenstein, politico boemo
- Sigmund Lobkowicz von Hassenstein († 1546), scrittore e poeta

## Linea dei Conti Popel di Lobkowitz
- Johann I, fu al servizio del Re Giorgio di Boemia ed il 30 novembre del 1464 accolse per eredità il patrimonio della famiglia Rosenberg, ottenendo la signoria del Castello di Rosenberg.
- Depolt, dal 1502 acquisì la Signoria di Billin (Bílina) dai signori di Colditz e nel 1527 ottenne la Signoria di Dux (Duchcov).
- Wenzel, ottenne Oberleutensdorf (Litvínov).
- Georg (regnante dal 1583 al 1590), ottenne la Signoria di Waldstein (Valdštejn).
- Wenzel Ferdinand (regnante dal 1665 al 1697), fu diplomatico alla corte di Leopoldo I d'Asburgo per conto di Baviera, Spagna e Francia.

alla sua morte i suoi domini passano ad un altro ramo dei Popel von Lobkowitz che era stato fondato da Johann III, secondo figlio di Johann I
- Johann III (1490 - † 14 giugno 1569 a Praga), sposò Anna Žehrovská di Kolowrat. Ottenne Zbiroh e il Castello di Točník.
- Johann IV il Vecchio (1521 - † 18 giugno 1590), Presidente del Parlamento Boemo, Colonnello d'esercito. Ottenne la Fortezza di Opálka.
- Georg il Vecchio, (1540 - † 28 maggio 1607 a Loket) al servizio della corona boema, fu militare valente.

alla sua morte i suoi domini passano ad un altro ramo dei Popel von Lobkowitz che era stato fondato da Ladislav I, terzo figlio di Johann I
- Ladislav I
- Ladislav II (1501 - † 18 dicembre 1584). Ottenne il dominio su Chlumec (Boemia meridionale). Fu Gran Maresciallo in Boemia. Per volontà di Ferdinando II ottenne Neustadt e Sternstein.
- Zdenek Adalbert (15 agosto 1568 - † 16 giugno 1628 a Vienna) nel 1559 fu Cancelliere del Regno di Boemia. Sposò Polyxena von Pernstein, vedova di Wilhelm von Rosenberg. Ereditò Raudnitz. Principe dell'Impero dal 1623.

## Principi di Lobkowitz (1623)
- Zdenek Adalbert (15 agosto 1568 - † 16 giugno 1628 a Vienna), nel 1623 venne nominato I principe dell'Impero.
- Wenzel Eusebius (1609-1677), II principe di Lobkowicz, I duca di Sagan 1646, sposò in prime nozze Johana Myšková ze Žlunic e alla morte di questa la contessa palatina Augusta Sofia di Sulzbach
- Ferdinand August (1655-1715), III principe di Lobkowicz, II duca di Sagan, sposò in prime nozze la contessa Claudia Francesca di Nassau-Hadamar, poi sposò la margravia Maria Anna di Baden-Baden, poi la contessa Maria Filippina di Althann e infine la principessa Maria Giovanna di Schwarzenberg.
- Philipp Hyazint (1680-1737), IV principe di Lobkowicz, III duca di Sagan, sposò la contessa Eleonora Caterina Carlotta Popel di Lobkowicz ed alla morte di questa si risposò con la contessa Anna Maria Guglielmina di Althann
- Wenzel Ferdinand (1723-1739), V principe di Lobkowicz, IV duca di Sagan
- Ferdinand Philipp (1724-1784), fratello del precedente, VI principe di Lobkowicz, V duca di Sagan, sposò la principessa Gabriella di Savoia-Carignano
- Joseph Franz Maximilian (1772-1816), VII principe di Lobkowicz, VI duca di Sagan (dominio passato nel 1786 ai Biron di Curlandia), nel 1789 ottiene il ducato di Raudnitz; sposò la principessa Maria Carolina di Schwarzenberg
- Ferdinand Joseph (1797-1868), VIII principe di Lobkowicz, II duca di Raudnitz, sposò la principessa Maria del Liechtenstein
- Moritz (1831-1903), IX principe di Lobkowicz, III duca di Raudnitz, sposò la principessa Maria Anna di Oettingen-Oettingen e Oettingen-Wallerstein.
- Ferdinand II (1858-1938), X principe di Lobkowicz, IV duca di Raudnitz, sposò la contessa Anna Berta von Neipperg
- Jeroslav I (1877-1953), XI principe di Lobkowicz, V duca di Raudnitz, sposò la contessa Maria Teresa Ernestina di Beaufort-Spontin
- Federich (1907-1954), XII principe di Lobkowicz, VI duca di Raudnitz sino al 1918
- Jeroslav II (1910-1985), fratello del precedente, XIII principe di Lobkowicz, VI duca di Raudnitz, sposò la contessa Gabriella von Korff di Schmising-Kerssenbrock
- Jeroslav III (* 1942), XIV principe di Lobkowicz, VII duca di Raudnitz, sposò Elisabetta di Vienne